# 35367 Dobredilo
35367 Dobredilo este o planetă minoră (asteroid) din centura de asteroizi. A fost descoperită pe 28 octombrie 1997 la Ondřejovská hvězdárna⁠(d) de Lenka Kotková⁠(d). 
Obiectul prezintă o orbită caracterizată de o semiaxă mare de 2,3938168 UAi, o excentricitate de 0,23, o înclinație de 0,73439 ° în raport cu ecliptica.